# Völsa þáttr

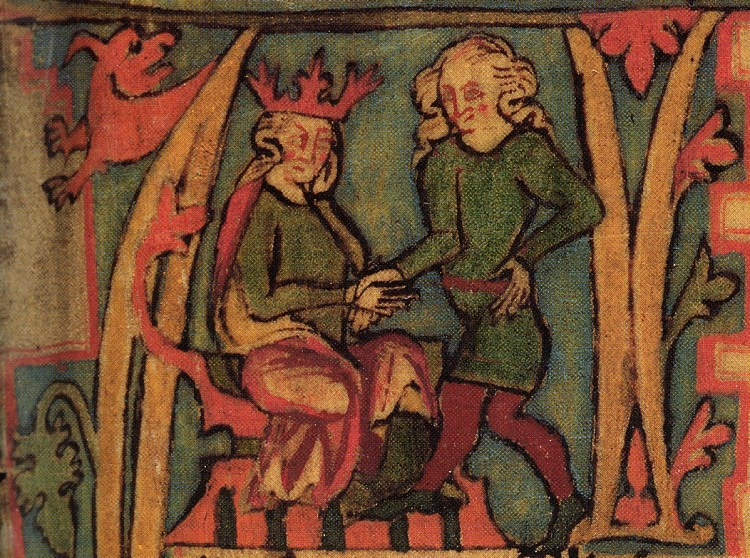
O rei Haroldo I da Noruega recebe a Noruega das mãos de seu pai nesta ilustração do Flateyjarbók.

Völsa þáttr é um breve conto que somente existe no livro Flateyjarbók ou Livro de Flatey (que significa Livro da ilha plana por causa de suas origens históricas), onde ele se encontra no capítulo Óláfs saga helga. Völsa þáttr provavelmente foi escrito por volta do século catorze mas a estória ocorre muito antes, em 1029, quando a Escandinávia ainda mantinha predominantemente a sua cultura de religiosidade pagã, do pré-cristianismo (ver Xamanismo), quando se mantinha ainda a tradição de cultuação ao falo, o völsi (ver também blót).

## A adoração pagã
Registra o relato que um homem e uma mulher já idosos viviam com seu altivo varão e sua inteligentíssima filha em uma campanha bem afastada de outras pessoas. Eles também possuíam um escravo e uma escrava.
Certa ocasião, quando o escravo tinha abatido e estava carneando um cavalo, ele estava prestes a jogar fora o pênis do animal quando o filho, ao passar por perto, agarrou o membro sexual do cavalo e o levou aonde estavam sentadas sua mãe, sua irmã, e a serventa. Ali ele brincou com a empregada, dizendo que órgão não permaneceria murcho entre as suas coxas, o que provocou risadas na serva. A filha pediu ao irmão que jogasse fora o objeto nojento, mas a mulher idosa levantou-se e disse que aquilo era uma coisa útil que não devia ser posta fora. Ela enrolou o pênis em um pano de linho com cebolas e ervas para conservá-lo, e o guardou em um cofre.
Todas as noites de outono a senhora idosa tirava o pênis do cofre e rezava para ele do mesmo jeito que orava ao seu deus, e todos os membros da família participavam da cerimônia. Ela recitava um verso ao falo, passando-o ao seu esposo, e os demais, que a repetiam, até que todos haviam participado.

## Entra o rei Olavo cristão
Certa vez quando o rei Olavo II da Noruega estava fugindo do rei Canuto II da Dinamarca, ele passou em seu distrito. Rei Olavo tinha ouvido falar de seus costumes de adoração pagã e desejava convertê-los ao cristianismo. Ele foi à sua residência trazendo consigo Finnr Árnason e Þormóðr Kolbrúnarskáld, um deles um querido amigo do rei, o outro um dos poetas favoritos da corte, todos disfarçados com mantos cor-de-cinza para esconder sua identidade verdadeira.
Eles entraram na casa quando já estava escuro, deparando-se com a filha, que perguntou quem eram. Todos eles responderam que seu nome era Grímr (ou seja, carapuça). A moça não pode ser enganada, dizendo que sabia tratar-se do rei Olavo em sua presença. Ele então pediu cumplicidade a ela, para que ela não revelasse a presença do rei em sua morada.
Logo após terem conhecido os outros membros da família, eles foram convidados a uma ceia especial. A mulher idosa foi a última a comparecer, trazendo em suas mãos o völsi, o pênis. Ela então colocou o falo no colo de seu marido e leu um poema dizendo "que a giganta (Mörnir) aceite este objeto sagrado". O esposo o aceitou e leu um poema que continha a mesma frase; e isso continuou até todos, exceto o rei, terem participado recitando um poema contendo a dita frase.
Quando chegou a vez do rei, ele revelou a sua verdadeira identidade e pregou sobre o cristianismo, o que não foi bem recebido pela esposa, ao contrário do marido que se mostrou bastante interessado. Por fim, todos aceitaram serem batizados pelo capelão que acompanhava o rei, e todos permaneceram fiéis aos novos ensinamentos desde então.

## Controvérsia: Folclore autêntico ou propaganda contra o paganismo?
Atualmente está bem estabelecido que existem controvérsias acerca da autenticidade de certos relatos folclóricos que nos foram transmitidos da antiguidade por partidos que não viam as tradições pagãs dos povos autóctones como válidas ou mesmo desejáveis. Neste caso, especificamente, o trabalho intitulado Volsa þáttr: Pagan Lore or Christian Lie? do pesquisador Clive Tolley pode ser citado como um excelente exemplo de um trabalho sério que procura trazer à tona tais tipos de questionamentos.